# Serafino Macchiati

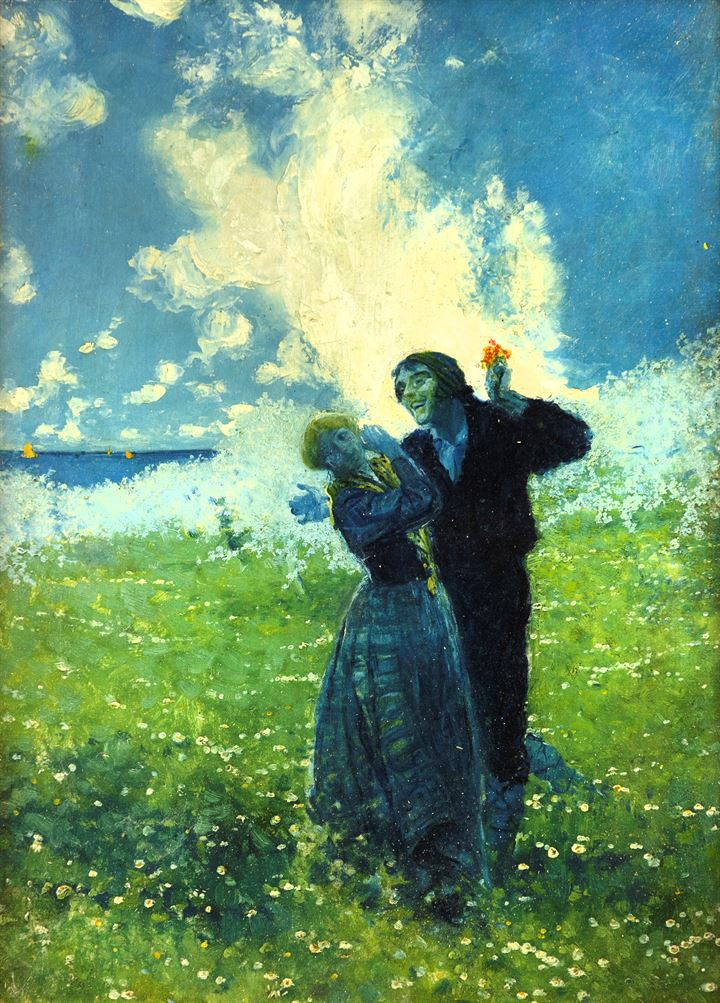
Una delle opere di Serafino Macchiati

Serafino Macchiati (Camerino, 17 gennaio 1861 – Parigi, 12 dicembre 1916) è stato un pittore italiano.

## Biografia
Ha studiato per la prima volta all'Accademia Clementina di Bologna e nel 1880 si trasferì a Roma, dove è stato un illustratore per la rivista "La Tribuna illustrata". Nel 1898, l'editore Lemerre lo invitò a Parigi per illustrare la serie Romance di Paul Bourget e altri periodici. Vittore Grubicy e Giacomo Balla lo ospitarono a Fontenay-sous-Bois nel 1900, dove dipinse vedute divisioniste di Parigi e dei suoi dintorni. Ebbe anche una personale alla Biennale di Venezia del 1922.  
Macchiati fu nominato cavaliere nell'Ordine della Corona d'Italia.